# Bissy-la-Mâconnaise
Bissy-la-Mâconnaise este o comună în departamentul Saône-et-Loire, Franța. În 2009 avea o populație de 211 de locuitori.

## Evoluția populației
| An        | 1975 | 1982 | 1990 | 1999 | 2006 | 2009 |
| --------- | ---- | ---- | ---- | ---- | ---- | ---- |
| Populație | 149  | 151  | 158  | 177  | 168  | 211  |